# گوسلار (بلغارستان)
گوسلار (به بلغاری: Guslar) یک منطقهٔ مسکونی در بلغارستان است که در شهرستان ترول واقع شده‌است.